# Cecil Jones Attuquayefio
Sir Cecil Jones Attuquayefio (ur. 18 października 1944 w Akrze, zm. 12 maja 2015 tamże) – były ghański piłkarz grający na pozycji napastnika, a po zakończeniu kariery trener.

## Kariera piłkarska
W swojej karierze piłkarskiej Attuquayefio był zawodnikiem takich klubów jak: Accra Standfast, Ghana Republicans i Great Olympics. Karierę piłkarską zakończył w 1974 roku.
W reprezentacji Ghany Attuquayefio zadebiutował w 1965 roku. W tym samym roku wygrał z nią Puchar Narodów Afryki 1965. W swojej karierze grał także w następnych edycjach Pucharu Narodów Afryki w roku 1968 oraz 1970.

## Kariera trenerska
Po zakończeniu kariery piłkarskiej Attuquayefio został trenerem. Pracował w takich klubach jak: Great Olympics, Okwawu United, Stade d’Abidjan, Goldfields Obuasi, Goldfields Academy, Hearts of Oak i Liberty Professionals. W 2000 roku wraz z Hearts of Oak wygrał Ligę Mistrzów. Prowadził także młodzieżowe reprezentacje Ghany, dorosłą kadrę narodową tego kraju i reprezentację Beninu (awans na Puchar Narodów Afryki 2004).